# La Tresenta
La Tresenta is een 3609 meter hoge berg in de Grajische Alpen op de grens van de Italiaanse regio's Aostadal en Piëmont.
De piramidevormige berg maakt deel uit van het massief van de Gran Paradiso en ligt ingebed tussen de hoogste top van dit massief (4061 m) en de markante Ciarforon (3640 m). De pas van de Gran Paradiso (3349 m) vormt de scheiding met de Gran Paradiso. Deze bergpas ligt op de grens van de gletsjers Moncorvé en Noaschetta.
De beklimming van de Tresenta begint meestal vanuit Pont (1980 m) in het Valdostaanse Valsavarenche. Op de route ligt het Vittorio Emanuele berghut (2750 m) waar vaak overnacht wordt om de lange tocht in tweeën te delen.